# Eskilstuna (commune)
La commune d'Eskilstuna est une commune suédoise du comté de Södermanland. Environ 107 918 personnes y vivent (2022). Son chef-lieu se situe à Eskilstuna.

## Localités principales
- Alberga
- Ärla
- Bälgviken
- Eskilstuna
- Hällberga
- Hällbybrunn
- Hållsta
- Kjulaås
- Skogstorp
- Torshälla
- Tumbo